# Ézéchiel 20
Ézéchiel 20 est le vingtième chapitre du Livre d'Ézéchiel dans la Bible hébraïque (Ancien Testament pour le christianisme). Ce livre contient les prophéties prononcées par le prophète Ézéchiel, et est l'un des Livres des Prophètes.

## Textes
Le texte original est écrit en hébreu et est divisé en 49 versets.
D'autres textes anciens contiennent également ce chapitre en langue hébraïque, dont le Texte Massorétique (TM) incluant le Codex Cairensis (895 EC), le Codex d'Alep (910-930 av. J.-C.) et le Codex de Léningrad (1008-1009).
Deux anciennes traductions en grec Koinè existent, le Septante et celle de Theodotion (version de 180 av. J.-C.).

## Résumé
20:1-32 : Dieu a dit à Ézéchiel de rappeler à Israël les « actions détestables ... de leurs ancêtres » (20:1-4) : Lorsque Dieu a annoncé ses plans pour délivrer Israël de l'Égypte, Il leur a ordonné d'abandonner la fausse religion égyptienne. Ils ne l'ont pas fait. Mais « pour protéger l'honneur de [son] nom » ? Dieu a tenu sa promesse et les a quand même délivrés (20:5-10). Au cours de leur voyage dans le désert, Dieu a pourvu aux besoins spirituels et physiques des Israélites, même lorsqu'ils se rebellaient (20:10-26). Même après être entré en Terre promise (20:27-29) ! Et jusqu'à ce jour (20:30-32) ? Israël a persisté dans l'apostasie religieuse malgré la bonté de Dieu. Ainsi, Dieu ne voulait plus entendre leurs prières (20:31).
20:33-44 : « Alors vous me reconnaîtrez enfin ! » Le jour viendra où Dieu reprendra son peuple de l'exil, éliminera ceux d'entre eux qui se rebelleront encore, et les ramènera dans leur patrie. Alors, ils se repentiront de leurs péchés (20:43) et sauront qu'Il est l'Éternel (20:38, 42, 44).

## Versets

### Verset 1
« La septième année, le dixième jour du cinquième mois, quelques-uns des anciens d'Israël virent pour consulter l’Éternel, et s'assirent devant moi ».
La date enregistrée de l'événement au chapitre 20 tomberait en juillet-août 591 av. J.-C. et plus précisément le 14 août d'après une analyse du théologien allemand Bernhard Lang.

### Verset 4
« Veux-tu les juger, veux-tu les juger, fils de l'homme? Fais-leur connaître les abominations de leurs pères ! »
« Veux-tu les juger ? » - un thème récurrent (20:2 et 20:36). « Fils de l'homme » - cette phrase est utilisée 93 fois pour s'adresser à Ézéchiel.